# Wójcice (przystanek kolejowy)
Wójcice – przystanek osobowy w Wójcicach, w województwie opolskim, w powiecie nyskim, w gminie Otmuchów, w Polsce.

## Ruch pasażerski
W roku 2022 dobowa wymiana pasażerska na stacji wynosiła 0-9 pasażerów.